# Arnefrid
Arnefrid (lat. Arnefridus) war von etwa 736 bis etwa 746 Bischof von Konstanz und Abt des Klosters Reichenau.

## Leben
Er soll nach Angaben aus dem 11. Jahrhundert vor seiner Zeit als Bischof Mönch im Kloster Reichenau gewesen sein. Dies wird heute von verschiedenen Forschern angezweifelt. Als Bischof war er in Personalunion auch Abt der Reichenau. Zwar nennen Chronisten die Jahre 736 und 731 als Beginn von Bischofs- und Abtamt, aber dabei spielen Rückschlüsse auf das Todesjahr eines Bischofs Audoin eine Rolle, den man wahrscheinlich fälschlich zu den Konstanzer Bischöfen gezählt hat. Insofern muss der Beginn des Pontifikats als völlig offen gelten. Auch hinsichtlich der Abtsreihe der Reichenau gibt es chronologisch Probleme.
Urkundlich fassbar wird Arnefrid lediglich durch zwei Schenkungsurkunden einer Beata, in denen Arnfrid als Zeuge auftritt. Dabei wird er jedoch lediglich als Abt tituliert. Auch das Ende seines Pontifikats wurde von späteren Geschichtsschreibern konstruiert. Unklar ist, ob er starb oder im Zuge der Eingliederung Alemanniens in das Fränkische Reich abgesetzt wurde.